# عبدالله النقبی
عبدالله النقبی (انگلیسی: Abdullah Al-Naqbi؛ زادهٔ ۲۸ آوریل ۱۹۹۳) یک بازیکن فوتبال اهل امارات متحده عربی است.
وی همچنین در تیم ملی فوتبال UAE U23 بازی کرده است.